# Балка Парна (притока Нижньої Терси)
Балка Парна (рос. Б. Парная) — балка (річка) в Україні у Синельниківському районі Дніпропетровської області. Ліва притока річки Нижньої Терси (басейн Дніпра).

## Опис

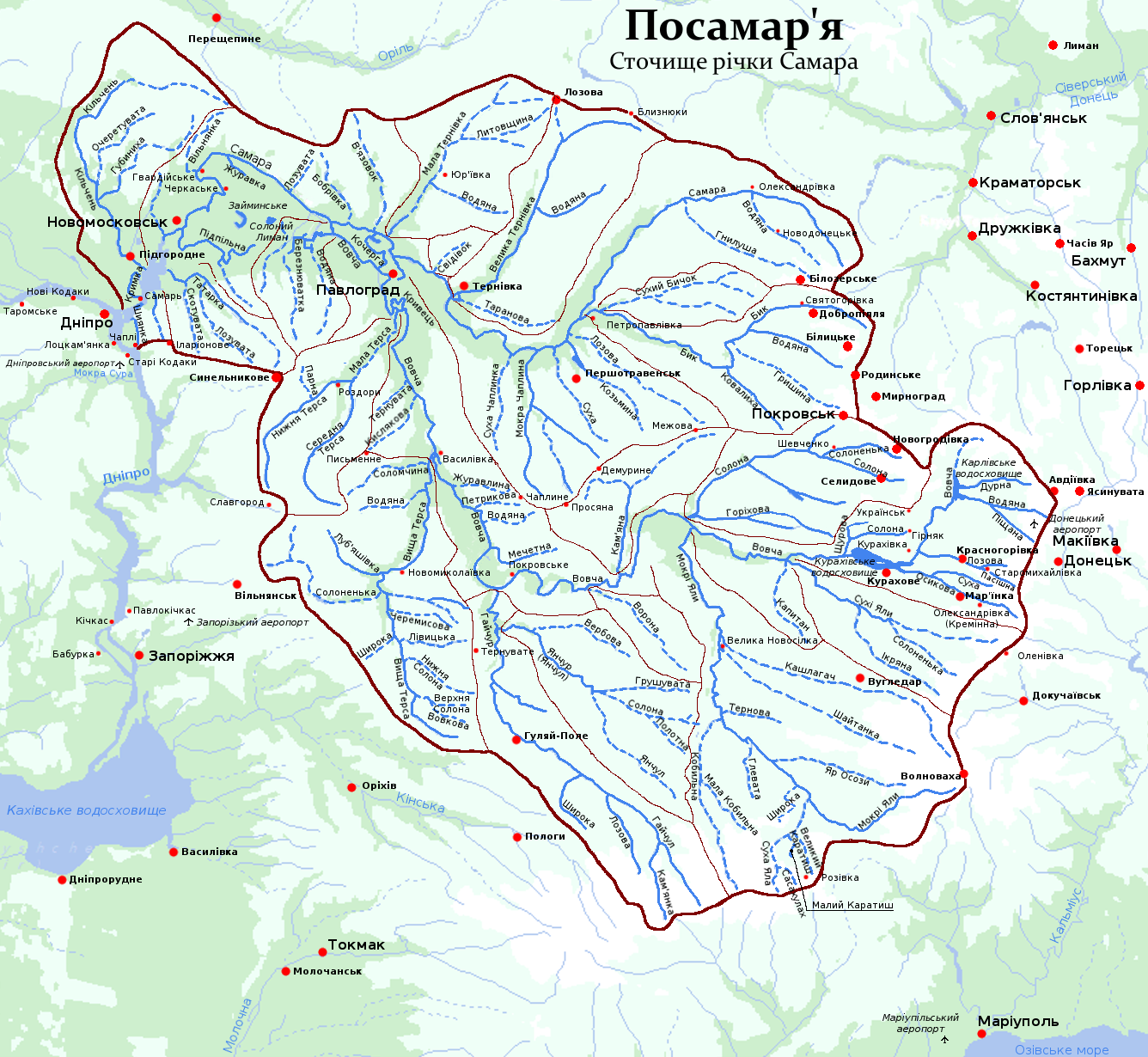

Довжина балки приблизно 7,00 км, найкоротша відстань між витоком і гирлом — 6,16 км, коефіцієнт звивистості річки — 1,14. Формується декількома балками та загатами. На деяких ділянках балка пересихає.

## Розташування
Бере початок на східній околиці міста Синельникове. Тече переважно на південний схід через села Парне, Вишневецьке й на північно-східній околиці села Ясне впадає в річку Нижню Терсу, ліву притоку Малої Терси.

## Цікаві факти
- У XX столітті на балці існували 1 газгольдер та 1 газова свердловина[3].